# Megan Bankes
Megan Bankes (Calgary, 22 agosto 1997) è un'ex biatleta canadese.

## Biografia
È apertamente lesbica.
Ai mondiali juniores di Brezno-Osrblie 2017 ha vinto l'oro nella 12,5 km individuale. Il 10 marzo dello stesso anno ha debuttato in Coppa del Mondo a Kontiolahti (78ª nella sprint). Ha esordito ai campionati mondiali a Östersund 2019 piazzandosi 58ª nella sprint, 75ª nell'individuale e 14ª nella staffetta.
Ai mondiali di Anterselva 2020 è stata 61ª nella sprint, 87ª nell'individuale e 9ª nella staffetta. L'anno dopo nella rassegna iridata di Pokljuka 2021 si è posizionata 35ª nella sprint, 46ª nell'inseguimento, 88ª nell'individuale e 16ª nella staffetta. Ha rappresentato una sola volta il Canada ai Giochi olimpici invernali, a Pechino 2022, classificandosi 77ª nella  sprint, 33ª nell' individuale e 10ª nella staffetta. Al termine della stagione ha annunciato il ritiro dall'attività agonistica.

## Palmarès

### Mondiali juniores
- 1 medaglia:
  - 1 oro (individuale a Brezno-Osrblie 2017)

### Coppa del Mondo
- Miglior piazzamento in classifica generale: 78ª nel 2021